# Gruppi d'Azione Partigiana
I Gruppi d'Azione Partigiana (GAP), conosciuti anche come Gruppi d'Azione Partigiana - Esercito Popolare di Liberazione, furono raggruppamenti paramilitare e di guerriglia italiano di estrema sinistra, marxista-leninista e guevarista, formanti una rete disomogenea di militanti fondata, finanziata e diretta dall'editore Giangiacomo Feltrinelli, ramificata soprattutto nel nord Italia, principalmente nella zona di Milano, ma con diramazioni anche in quelle di Genova,  Trento e Torino, tra il 1970 ed il 1972. La sigla GAP fu scelta per richiamare i Gruppi d'Azione Patriottica, un'organizzazione comunista operante nella Resistenza italiana dal 1943 al 1945.
In ordine di tempo, fu il secondo gruppo armato di sinistra, successivo al Gruppo XXII Ottobre, con cui ebbe dei collegamenti e di cui raccolse una parte dei membri quando il gruppo fu disperso.
L'idea di Feltrinelli era quella di organizzare un esercito di liberazione nazionale che si rifacesse alla resistenza partigiana, la quale, secondo lui ed altri esponenti della sinistra socialista e comunista extra-parlamentare, era stata tradita, dopo il 25 aprile del 1945, dai vertici del PCI, facenti capo alla figura dell'allora segretario nazionale Palmiro Togliatti, che avevano bruscamente abortito qualsiasi ipotesi di rivoluzione comunista in Italia. Tali teorie erano state originariamente enunciate dal comandante gappista Giovanni Pesce, il cui nome di battaglia era Visone, nel libro Senza tregua: la guerra dei GAP. Le tesi di Visone vennero poi esposte in un libro scritto e stampato dallo stesso Feltrinelli, intitolato il Libretto giallo.
La scelta della lotta armata venne accelerata subito dopo la Strage di Piazza Fontana a Milano, la quale, secondo molti esponenti dei partiti di sinistra e democratici, era la premessa per un colpo di Stato da parte delle forze armate. Ma, sempre secondo le idee di Giangiacomo Feltrinelli, le formazioni di sinistra avrebbero dovuto organizzare un esercito popolare di liberazione con l'aiuto e l'appoggio dell'Unione Sovietica, sia da un punto di vista economico, sia militare, per prevenire un colpo di Stato delle destre; un'idea, questa, che in quegli anni pareva plausibile non solo per le personalità della sinistra rivoluzionaria e che sarebbe apparsa invece vicina alla concretizzazione solo pochi anni dopo, con la scoperta del Piano Solo e del golpe Borghese.

## Collegamenti con altri gruppi e la proposta del Fronte Popolare di Liberazione

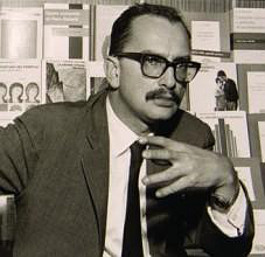
Il fondatore dei Gruppi d'Azione Partigiana, l'editore ed ex partigiano Giangiacomo Feltrinelli, nome di battaglia Osvaldo

In questo loro mantenere come punto di riferimento palese l'URSS, i GAP si distanziavano dalle dichiarazioni degli altri gruppi dell'Autonomia Operaia, cercando però di creare un fronte comune tra le varie organizzazioni guerrigliere per creare il cosiddetto Fronte Popolare di Liberazione, al quale all'inizio aderirono le Brigate Rosse, una parte consistente di Potere Operaio soprattutto tra i membri di Lavoro Illegale, i giovani di Lotta Continua, una parte di Servire il Popolo ed alcuni membri del Gruppo XXII Ottobre. La divergenza riguardo al punto se allearsi con l'URSS, la Jugoslavia, la Cina, l'Algeria o Cuba, o invece restare autonomi da qualsiasi paese socialista o comunista fu tale, che portò alla frattura del Fronte Popolare di Liberazione, cosicché ogni gruppo, esclusa qualche azione fatta insieme nel 1970, proseguì la lotta per conto proprio. I GAP iniziarono la loro attività nella primavera del 1970 e la conclusero il 14 marzo del 1972, poco dopo la scomparsa del fondatore Giangiacomo Feltrinelli (ritrovato senza vita presso un traliccio dell'alta tensione, dove stava preparando un'azione di sabotaggio a Segrate).

### Elenco di gruppi collegati direttamente ai GAP di Feltrinelli
- Fronte Popolare di Liberazione-GAP (sigla dell'abortito Fronte Popolare, che rivendicò alcune azioni)
- Esercito Popolare di Liberazione-GAP

## Principali azioni
- Attentato di sabotaggio ad un traliccio di Segrate, in cui morì Feltrinelli, ucciso dallo scoppio della carica esplosiva che stava installando

### Radio GAP
- Anticipando di 7 anni le prime radio libere, quando ancora vigeva un rigido monopolio di stato, tramite la RAI, utilizzando vecchi trasmettitori radio e alimentatori elettrici mobili[3], i gappisti effettuarono una serie di azioni dimostrative o propagandistiche, trasmettendo comunicati propagandistici con interferenze radio sulle frequenze dei canali dalla Rai-Tv[4].